# 柴田昌弘
柴田昌弘（1949年12月26日—）。日本漫畫家。三重縣松阪市出身。其妻子為是日本漫畫家市川ジュン。代表作是《齋女傳說》。

## 作品
- PANDORA（潘朵拉）、全1冊、原名[1]
- THE APEMAN 猴人、全1冊、原名[2]

收錄短篇：《契約之樹》、《和幽靈約會的方法》
- 齋女傳說、全18冊、原名[3]
- 奇謀女衛士、全19冊、原名[4]
- 求愛探險隊、8冊待續、原名（日文普通版全9冊，文庫版全5冊）[5]
- 疾風快遞、全2冊、原名[6]
- 冥界人形、全1冊、原名[7]
- 龍之城、全2冊、原名[8]
- 沉默之街、全1冊[9]

收錄短篇：《黑暗之穴》、《哈利亞（親愛的守護獸人）》、《雪橇（快遞騎士之路）》、《第2次的祭典》
- 宗三郎・男子漢、全1冊[10]

收錄短篇：《水裡的貓》、《惡靈山谷》
- 死亡競賽、原名
- 魔睡宮、全1冊

## 外部連結
- 恐慌舎 （页面存档备份，存于）（官方網站）2008年5月6日閉鎖（日語）
- http://talent.yahoo.co.jp/pf/detail/pp205183 （页面存档备份，存于）（日語）
- "柴田昌弘" - 搜索 Google 圖書